# Poisson (miejscowość)
Poisson – miejscowość i gmina we Francji, w regionie Burgundia-Franche-Comté, w departamencie Saona i Loara.
Według danych na rok 1990 gminę zamieszkiwało 578 osób, a gęstość zaludnienia wynosiła 16 osób/km² (wśród 2044 gmin Burgundii Poisson plasuje się na 404. miejscu pod względem liczby ludności, natomiast pod względem powierzchni na miejscu 103.).